# José de Matos Carvalho
José de Matos Carvalho (Barreirinhas, MA, 2 de maio de 1905 – local não determinado, 15 de maio de 1993) foi um médico e político brasileiro que foi governador do Maranhão.

## Dados biográficos
Filho de Joaquim Soeiro de Carvalho e Jenuína de Matos Carvalho. Após mudar para São Luís a fim de estudar no Liceu Maranhense, foi para o Rio de Janeiro onde formou-se médico pela Universidade Federal do Rio de Janeiro. Eleito vereador em São Luís via PST em 1947, foi guindado à presidência da Câmara Municipal. Secretário de Saúde no governo Eugênio de Barros, dele recebeu apoio para eleger-se governador do Maranhão via PSD em 1955.
A tranquilidade do PSD rumo ao Palácio dos Leões acabou quando Alexandre Costa, candidato a vice-governador, aderiu a Cunha Machado (PTN). Naquela época as eleições para governador e vice-governador ocorriam de forma separada, razão pela qual José de Matos Carvalho recebeu o apoio de Colares Moreira, integrante formal da chapa de Cunha Machado. Imerso neste cenário buliçoso, o eleitor escolheu Carvalho e Costa para os cargos em disputa, mas as sequelas do rompimento levaram a uma batalha judicial decidida apenas em 9 de julho de 1957 quando o Poder Judiciário convalidou o resultado das urnas.
Em 1962 foi eleito deputado federal e também suplente do senador Sebastião Archer. Com a instauração do Regime Militar de 1964 e posterior outorga do bipartidarismo através do Ato Institucional Número Dois, ingressou na ARENA elegendo-se segundo suplente do senador José Sarney em 1970.